# مشاري بن عبد العزيز آل سعود
الأمير مشاري بن عبد العزيز بن عبد الرحمن آل سعود (1349 هـ/1930 - 19 صفر 1421 هـ/23 مايو 2000)، الابن التاسع عشر من أبناء عبد العزيز آل سعود الذكور. هو من أوائل الطيارين السعوديين. كان أحد أعضاء حركة الأمراء الأحرار. لم يشغل أي منصب سياسي طوال حياته. وقد ألف كتاب «خطوات فوق الرمال» يتحدث فيه عن سيرة والده عبد العزيز آل سعود. توفي إثر أزمة قلبية أثناء وجوده في الولايات المتحدة التي ذهب إليها وظل بها للعلاج فترة طويلة.

## نشأته
ولد الأمير مشاري بن عبد العزيز آل سعود في مدينة الرياض بقصر الحكم عام (1349 هـ/1930) وهو الابن التاسع عشر للإمام عبد العزيز بن عبد الرحمن الفيصل آل سعود. توفيت والدته وهو في سن مبكرة، وعهد عبد العزيز آل سعود تربيته لوالدة الأمير ماجد بن عبد العزيز آل سعود. تدرج في التعليم مع بقية إخوانه تحت كنف والده عبد العزيز آل سعود، وقد عني عبد العزيز آل سعود بتربيته التربية الصالحة، وذلك في مدرسة الأمراء المشهورة في قصر الحكم، حيث ظهر نبوغه العلمي المبكر، وحفظ أجزاء من القرآن الكريم وبعض علوم الشريعة.
نظرًا لشغفه بالطيران في ذلك السن، قام بتعلم الطيران، ثم تابع دراسة الطيران في المملكة المتحدة والولايات المتحدة، حيث حصل عام (1393 هـ/1973) على شهادة التحكم والسيطرة في علوم الطيران من سلاح الطيران الأمريكي قاعدة -تندل- وقد تمرس على عدد من الطائرات المدنية والحربية. كان يتقن العديد من اللغات الأجنبية نظرًا لكثرة أسفاره، وحيث كان من هواياته: السياحة، الصيد، السباحة، وركوب الخيل. وكان لديه مكتبة كبيرة تحتوي على أعداد كبيرة من الكتب النفيسة التي حرص على اقتنائها وجمعها من عدة دول، فقد كان محبًا للثقافة والأدب والشعر وخصوصًا الشعبي. كان يقرض الشعر ويهواه خصوصًا شعر القلطة (المراد)، حيث كان يجمع الشعراء في مزرعته في الدرعية لإحياء الأمسيات الشعرية في لعب المراد. ومن أبرز الشعراء الذين كانوا يأتون في مجلس الأمير مشاري لإحياء هذه الأمسيات: الشاعر طلق الهذيلي والشاعر أحمد الناصر والشاعر ذياب بن مشاري الشيباني والشاعر بركات الشريف. كان محبًا لوالده فألف كتابًا يروي سيرة والده الملك عبد العزيز آل سعود وبطولاته وكفاحه في توحيد المملكة العربية السعودية وأسماه (خطوات فوق الصخور).

## وفاته
في آخر حياته عانى من مرض عضال ذهب على أثره للعلاج في الولايات المتحدة الأمريكية، حيث وافته المنية هناك بعد معاناته الطويلة مع هذا المرض. توفي في يوم الثلاثاء 19 صفر 1421 هـ الموافق 23 مايو 2000، ونقل جثمانه إلى المملكة وصلي عليه يوم الأربعاء 20 صفر 1421 هـ الموافق 24 مايو 2000 في المسجد الحرام في مكة المكرمة ، حيث شيعه عدد كبير من الناس يتقدمهم الملك فهد بن عبد العزيز آل سعود وبقية إخوانه الأمراء أبناء عبد العزيز آل سعود، ودفن في مقبرة العدل في مكة المكرمة، وكان عمره عند وفاته قرابة السبعين عامًا.

## أسرته
| الزوجة                                           | أبنائه منها                               |
| ------------------------------------------------ | ----------------------------------------- |
| الأميرة وضحى بنت عبيد بن مقيطيف الشيباني العتيبي | الأمير منصور                              |
| الأميرة جوزاء المتعب الحمود السبهان الشمري       | الأمير محمد                               |
| شاهة بنت طلال بن عجرش أبوثنين السبيعي            |                                           |
| الأميرة حصة بنت حمد العتيق                       | الأميرة موضي، الأميرة مضاوي، والأميرة نوف |
| الأميرة سهام بنت أحمد الرواف                     | الأميرة هناء، الأمير طلال، والأمير فيصل   |
| الأميرة هيفاء (سورية)                            | الأميرة مها، والأميرة هالة                |
| الأميرة نوال الرواف                              | الأمير فهد                                |
| الأميرة مشاعل بنت فهد بن جلوي آل سعود            | الأميرة عبير                              |
| هالة حسين عبد الله الجريس                        |                                           |
| منال بنت محمد الشربجي (سورية)                    |                                           |
| نجلاء بنت فايز بن علي بن شاهر الشهري             |                                           |
| موضي بنت إبراهيم بن مهدي آل رويه                 |                                           |
| أسماء بنت سلطان بن محمد العنادي القحطاني         |                                           |

## ذريته
الأبناء
- الأمير منصور بن مشاري بن عبد العزيز آل سعود، (توفي عام 1405 هـ، تخرج من الولايات المتحدة الأمريكية مهندسًا، وعمل في الأشغال العسكرية بوزارة الدفاع).
- الأمير محمد بن مشاري بن عبد العزيز آل سعود، (درس في المملكة المتحدة، وهو رجل أعمال وعضو في هيئة البيعة). متزوج من الأميرة سكينه بنت سعود بن ناصر بن عبدالعزيز وله من الأبناء الأميرة عبير، الأميرة نوف، الأمير منصور، الأمير متعب، والأميرة لولوة.
- الأمير طلال بن مشاري بن عبد العزيز آل سعود، (توفي عام 1407 هـ، تخرج من الولايات المتحدة الأمريكية في العلوم السياسية وعمل في وزارة الخارجية).
- الأمير فيصل بن مشاري بن عبد العزيز آل سعود، (ضابط متقاعد في الحرس الوطني برتبة عقيد).
- الأمير فهد بن مشاري بن عبد العزيز آل سعود، (تخرج من جامعة الملك سعود - قسم الإعلام[3]، عمل في وزارة الداخلية لمدة 9 سنوات ونقل إلى هيئة الهلال الأحمر السعودي بمنصب مدير إدارة الاعلام والتوعية). كان متزوج من الأميرة لطيفة الشمري وله من البنات الأميرة نوف، وكان متزوج من الأميرة نورة بنت فيحان الملافخ العتيبي وله من البنات الأميرة ديمة، ومتزوج من الأميرة فدوى بنت حسين العذل وله من الأبناء الأميرة فهدة[4]، الأميرة نورة[4]، والأمير مشاري.

### البنات
- الأميرة موضي بنت مشاري بن عبد العزيز آل سعود.
- الأميرة هناء بنت مشاري بن عبد العزيز آل سعود، (مديرة مركز الأبحاث الوطني). كانت متزوجة من الأمير سيف الإسلام بن سعود بن عبد العزيز آل سعود ولها من الأبناء الأمير فيصل، ومتزوجة من الدكتور أحمد آل سلمان (عضو مجلس جامعة غلاسكو في المملكة المتحدة).
- الأميرة مضاوي بنت مشاري بن عبد العزيز آل سعود.متزوجة من الدكتور سعد بن حمدان الوهيبي (رئيس مجلس إدارة شركة سعد الوهيبي للمحاماة ) .
- الأميرة نوف بنت مشاري بن عبد العزيز آل سعود، متزوجة أخوالها ولها من الأبناء عبدالله العتيق.
- الأميرة الدكتورة مها بنت مشاري بن عبد العزيز آل سعود (المدير التنفيذي للعلاقات الخارجية بجامعة الفيصل).[5] متزوجة من الأمير خالد بن سعد آل سعود.[6]
- الأميرة هالة بنت مشاري بن عبد العزيز آل سعود، متزوجة من الأمير محمد بن سعود بن خالد بن محمد آل سعود.
- الأميرة عبير بنت مشاري بن عبد العزيز آل سعود، متزوجة من الأمير مشعل بن عبد الله بن عبد العزيز آل سعود.